# Renato Zero
Renato Fiacchini, cunoscut drept Renato Zero, (n. 30 septembrie 1950, Roma, Italia) este un cantautor italian.